# Vladimir Granat
Vladimir Vasiljevitj Granat (ryska: Владимир Васильевич Гранат), född 22 maj 1987 i Ulan-Ude, är en rysk fotbollsspelare som spelar för Rubin Kazan i Ryska Premier League.
Han var uttagen i Rysslands trupp vid fotbolls-EM 2012.